# Malta (ø)
35°53′N 14°27′Ø / 35.883°N 14.450°Ø
 For alternative betydninger, se Malta (flertydig). (Se også artikler, som begynder med Malta)
Øen Malta er den største af de tre beboede øer, som udgør den maltesiske øgruppe og republikken Malta. Malta ligger i midten af Middelhavet lige syd for Italien og nord for Libyen. Området er på 246 km². Hovedstaden er Valletta. Landskabet består hovedsageligt af lave bakker. På øen bor 357.000 indbyggerer (90% af hele landet Maltas befolkning).